# يوشيو تاكاهاشي
يوشيو تاكاهاشي (باليابانية: 高橋 義雄) (مواليد 4 يوليو 1977)، هو لاعب كرة قدم سابق كان يلعب كمدافع.